# 马尾杉
马尾杉（学名：Phlegmariurus phlegmaria，臺灣話：Bé-bué-sam），为石杉科马尾杉属下的一个植物种。